# Fatih (prénom)
Pour les articles homonymes, voir Fatih.
Fatih (en arabe : فاتح) est un prénom d’origine arabe qui signifie « conquérant » ou « celui qui a ouvert ».

## Personnalités portant le prénom Fatih
- Pour l'ensemble des articles sur les personnes portant ce prénom, consulter :
  - la liste des articles dont le titre commence par ce prénom
  - les listes produites par Wikidata : Liste des personnes de prénom « Fatih » — même liste en incluant les éventuels prénoms composés qui contiennent « Fatih ».